# Real Club Deportivo de La Coruña (femenino)
El Real Club Deportivo de La Coruña Femenino, que tiene como nombre oficial Depor Abanca por razones de patrocinio, es la sección de fútbol femenino del Real Club Deportivo de La Coruña, que milita actualmente en la Primera División Femenina de España.
La sección de fútbol femenino del Deportivo de La Coruña apareció el 25 de noviembre de 1983, cuando el Deportivo absorbió el Karbo C.F. y pasó a llamarse Karbo Deportivo de La Coruña, desapareciendo en 1988 por problemas económicos. La sección femenina fue recuperada en 2016, tras una campaña de firmas.

## Historia

### Antecedentes. El Karbo C.F.
El equipo que posteriormente daría lugar a la sección femenina del Deportivo se fundó en 1968 como Karbo Club de Fútbol por Ramón Carrasco y Mª Carmen Borrego, un matrimonio que regentaba un centro de enseñanza en el barrio coruñés de Los Mallos llamado Karbo, nombre acrónimo formado por las primeras sílabas de los apellidos de sus fundadores.
El presidente, Francisco Cadahia, y el técnico, José Mañana, formaron un grupo de 20 mujeres con edades comprendidas entre los 15 y 28 años y disputaron por primera vez un partido en unas fiestas locales. En estos primeros años, el modestísimo equipo del Karbo Club de Fútbol no tenía relación alguna con el Deportivo de la Coruña. Jugaban sus partidos en dos campos de fútbol existentes en el barrio de los Mallos. Durante su primera etapa el equipo jugó torneos amistosos y oficiosos, ya que la Real Federación Española de Fútbol no incorporó el fútbol femenino hasta 1980.
A nivel internacional disputaron múltiples torneos, destacando en dos ocasiones el Torneo de las Siete Naciones, logrando el subcampeonato en 1980 frente al Borussia Mönchengladbach con un resultado de 2-1 el cual se disputó en Olivet, Orleans (Francia). 
Su primer título estatal fue la Copa de la Reina, en Tarragona un 28 de junio de 1981, torneo todavía no oficial bajo la denominación de Copa Reina Sofía. Venció en la final contra el Risco (2-1), con remontada y dos goles de Lis Franco. En la temporada 1982/83 se celebró la primera Liga gallega de fútbol femenino que serviría como sistema de clasificación para la primera Copa de la Reina de Fútbol oficial organizada por la RFEF. El Karbo ganó la liga con autoridad, marcando 65 goles y encajando solamente cuatro. En la Copa vencería al Txorierri de Erandio en la fase previa. En la fase final disputada en Getafe se llevaría la copa tras vencer a la Peña Barcelonista Barcilona en la semifinal por 2-3 y al CD Porvenir en la final por 4-1.

### Integración en el club. El Karbo Deportivo
En noviembre de 1983 se produjeron conversaciones entre el entonces presidente del Deportivo de La Coruña, Jesús Corzo Sierra, y los propietarios del colegio Karbo que desembocarían en un acuerdo por el cual el Deportivo se haría cargo del Karbo. Asimismo, el club blanquiazul decidió respetar el nombre Karbo y añadirle el de Deportivo, donominándose de ese modo Karbo Deportivo de La Coruña, comúnmente conocido como Karbo Deportivo. A partir de entonces el equipo comenzaría a utilizar la camiseta blanquiazul con el escudo del Deportivo. La entrada a los partidos que jugaba el Karbo Deportivo como local era gratuita para los socios del R.C. Deportivo. Tras la absorción también empezaron a utilizar las instalaciones del Deportivo entrenando en los campos de la península de la Torre de Hércules, y disputando sus partidos en Elviña, Vilaboa o Riazor.
Durante los siguientes años el equipo coruñés fue un referente en toda España, ganando dos veces más la Copa de la Reina. En Galicia el único capaz de hacerles frente era el Celta Mayador.  Sus encuentros tenían lugar en la Copa de Galicia y en la Liga Gallega. El equipo coruñés se hizo con otras cuatro ligas gallegas más, así como una Copa de Galicia, mientas que el Celta se llevó la copa gallega en 1984.
En aquella época el estadio de Riazor registraba entradas de varios miles de espectadores. Alcanzaron gran repercusión mediática en España por vencer a un equipo masculino, el Laracha F.C., con un resultado de 4-2. La sección se disolvió en el año 1988, un año antes de que se crease la Liga Nacional Femenina, debido a los problemas económicos que atravesaba el Real Club Deportivo de La Coruña, sumido en una deuda asfixiante y con el equipo masculino al borde del descenso a Segunda División "B", así como un incremento de los gastos por la creciente profesionalización del fútbol femenino. Muchas jugadoras tuvieron que retirarse, otras ficharon por equipos catalanes o asturianos, y algunas derivaron al fútbol sala.
En la Selección femenina de fútbol de España han jugado muchas futbolistas de aquella generación, como Adela Castro, Natacha Astray, María Carmen Iparraguire, Pili Artime, Ángeles Olmo, Encarnación Pérez, Inma Castañón (primera capitana de la selección), Aurora Martínez y la propia Lis Franco. Posteriormente a la desaparición de la sección femenina el R.C. Deportivo mantuvo a dos jugadoras en su plantilla, Inma Castañón y Ángeles Olmo, con el propósito de que pudiesen prepararse para sus partidos con la selección española.

### Recuperación de la sección
En 2013, con motivo de la celebración del I Trofeo Teresa Herrera de Fútbol Femenino, se hizo un homenaje al ya extinto Karbo Deportivo, a sus exjugadoras, entrenadores, etc. En diciembre de ese mismo año, Tino Fernández incluye la recuperación del equipo entre las intenciones de su candidatura a la presidencia del club.
En 2015 se emprendió la recogida de hasta 10000 firmas solicitando al Deportivo de La Coruña la recuperación del equipo femenino, entre las firmas, destacaba la de la futbolista compostelana Vero Boquete. También se lanzó un documental titulado "Karbo, escola de fútbol" (en español: "Karbo, escuela de fútbol") dirigido por Óscar Losada. Ese año el Deportivo anunció que recuperaría la sección femenina. Ocurriría finalmente en 2016 tras un acuerdo con el Orzán SD por el cual su estructura de fútbol femenino a nivel sénior fue transferida al Deportivo.
El equipo da sus primeros pasos en verano de 2016 utilizando la denominación genérica del club, Real Club Deportivo de La Coruña S.A.D., aunque siendo conocido popularmente con el nombre de Deportivo Femenino. Contaría con una plantilla compuesta por jugadoras de los principales equipos coruñeses y algunas de las mejores promesas del fútbol gallego (Teresa Abelleira, Nuria Rábano o Raquel Béjar). La dirección deportiva correría por Lis Franco (exjugadora del equipo) y Manu Sánchez sería el entrenador. El equipo adquiere las plazas de Segunda división y Primera autonómica (para el filial) tras un acuerdo con el Orzán S.D., el cual seguirá siendo un equipo separado. La idea es crear un bloque joven con el cual ir creciendo hasta llegar al gran objetivo de la entidad, el ascenso a Primera División. Durante la gala de 110 Aniversario del R.C. Deportivo la exjugadora Lis Franco haría una entrega del testigo simbólica, en forma de un emblema, al entrenador Manu Sánchez y la capitana Estefanía Pabst en nombre de las exjugadoras del equipo en  la década de 1980.
El debut tiene lugar el 30 de julio en la ciudad deportiva de Abegondo en un amistoso contra el Portonovo S.D. (4-0).
Durante la pretemporada, el Dépor disputa la Copa Diputación de La Coruña, torneo que reúne a los mejores equipos clasificados de la provincia la temporada anterior. Consigue alzarse con el título ganando todos los partidos con solvencia, incluida la final ante el S.D. O Val (7-0), dejando entrever el potencial del nuevo proyecto. Ese mismo verano el equipo juega su primer partido en Riazor para disputar la IV edición del trofeo Teresa Herrera; torneo que suman a su palmarés al derrotar en los penales al Villarreal Club de Fútbol.
El primer partido oficial del club es ante el Oviedo Moderno (actual Real Oviedo) en el estadio Ponte dos Brozos de Arteijo el 4 de septiembre de 2016 (0-0).
La temporada regular es dominada por las favoritas a priori, el Oviedo Moderno. Las blanquiazules aguantan el tirón y a mitad de año se refuerzan con las primeras jugadoras internacionales (las venezolanas Gabriela García Gaby y Lourdes Moreno Kika) pero las ovetenses no ceden y se llevan finalmente el campeonato. Las herculinas consiguen en su primera temporada un meritorio segundo puesto, superando a clubes con más experiencia y bagaje en la competición.

### Consolidación y ascenso a máxima categoría
La temporada 2017-18 el equipo pasó a llamarse Deportivo Abanca tras un acuerdo con la entidad bancaria durante 4 años. La segunda temporada arranca con los mismos objetivos. El club se refuerza con jugadoras con nombre en la categoría y que incluso han jugado en Primera división (Iris Arnaiz o Ainizie Barea "Peke") para dotar a la plantilla de experiencia y afrontar con garantías los duelos más intensos del año, pasando a contar con 5 jugadoras profesionales. Además de sumar a la causa a algunas de las jugadoras gallegas más prometedoras (Laura Vázquez o Patricia Díaz).
En pretemporada, el Dépor vuelve a ganar la Copa Diputación ante el Victoria C.F. (3-0).
La competición liguera se iguala y es un cara desde la primera jornada entre el Dépor y el Real Oviedo. Ambos equipos cuentan sus partidos por victorias y ninguno muestra síntomas de debilidad. Es tal la igualdad que la liga se decide a falta de cuatro jornadas, en un duelo dramático entre ambas entidades donde las coruñesas, con todo a favor, sucumben en casa ante las asturianas (0-2) perdiendo así todas las opciones de luchar por el ascenso a Primera división.
Pese a la decepción, la plantilla concluye la temporada en alto haciéndose con la primera edición de la Copa Galicia frente a las viguesas del Atlántida Matamá (4-0).
El curso 2018-19 se afronta con las experiencias de los triunfos y las derrotas. El club da un paso más y ficha a jugadoras de la talla de Alba Merino, Ali Muñoz o Maya Yamamoto, futbolistas con gran recorrido profesional en la máxima categoría nacional. El equipo que venía disputando sus encuentros en 
Ponte dos Brozos, Arteixo, comenzará disputarlos en la ciudad deportiva de Abegondo.
El salto de calidad empieza a vislumbrarse en la Copa Diputación donde el equipo vuelve a salir vencedor, de nuevo, ante el Victoria C.F. (4-0).
La temporada regular se inicia con un empate en casa (2-2) ante el PM Friol CD Lugo que enciende todas las alarmas y vaticina un nuevo año a la estela de un Real Oviedo que domina en el grupo 1 de Segunda división pero no consigue el ansiado ascenso. Sin embargo, el equipo dirigido por Manu Sánchez aprieta el acelerador y encadena 23 victorias consecutivas, una de ellas en el campo de las favoritas (1-3) que sirve para redimirse del batacazo sufrido meses atrás. Ante este nivel de exigencia cada semana el Real Oviedo acaba cediendo. El Dépor se hace con su primer campeonato de liga el 31 de marzo de 2019 contra el Sárdoma C.F. (0-5), obteniendo así su primer pase a la fase de ascenso a Primera división. 30 años después, las jugadoras blanquiazules escribían una nueva hoja de oro en la historia del club y del fútbol femenino coruñés.
La fase de ascenso, que consta de dos eliminatorias a doble partido, encuadra a las blanquiazules en primera ronda ante el Alhama C.F. de Murcia. El Dépor gana en el partido de ida por 0-1 con un tanto de Maya Yamamoto mediada la segunda mitad. En la vuelta, las coruñesas hacen valer el factor campo y golean 5-1 a las azulonas, consiguiendo así el pase a la ronda final por un global de 6-1. En la última eliminatoria espera el C.D. Femarguín de la localidad de Arguineguín en Gran Canaria, equipo acostumbrado a jugar fases finales de ascenso y que llegaba tras derrotar al también equipo canario, C.D. Juan Grande. El encuentro de ida tiene lugar en tierras gallegas donde las locales se imponen por 2-0 con goles de Peke Barea y Nuria Rábano. La vuelta, en el municipal de Arguineguín, decidirá el otro equipo que, junto a las madrileñas del C.D. Tacón, ascenderá a Primera División. Las blanquiazules vuelven a hacer valer su potencial y sentencian el partido, y la eliminatoria, en tan sólo 10 minutos. Con el 0-2 a favor y la renta de la ida, el encuentro acaba por ser un mero trámite y termina 1-4, con un global de 6-1. El 19 de mayo de 2019 el Dépor consigue oficialmente el ascenso y el billete a la máxima categoría del fútbol femenino español.

### El Deportivo en Primera División

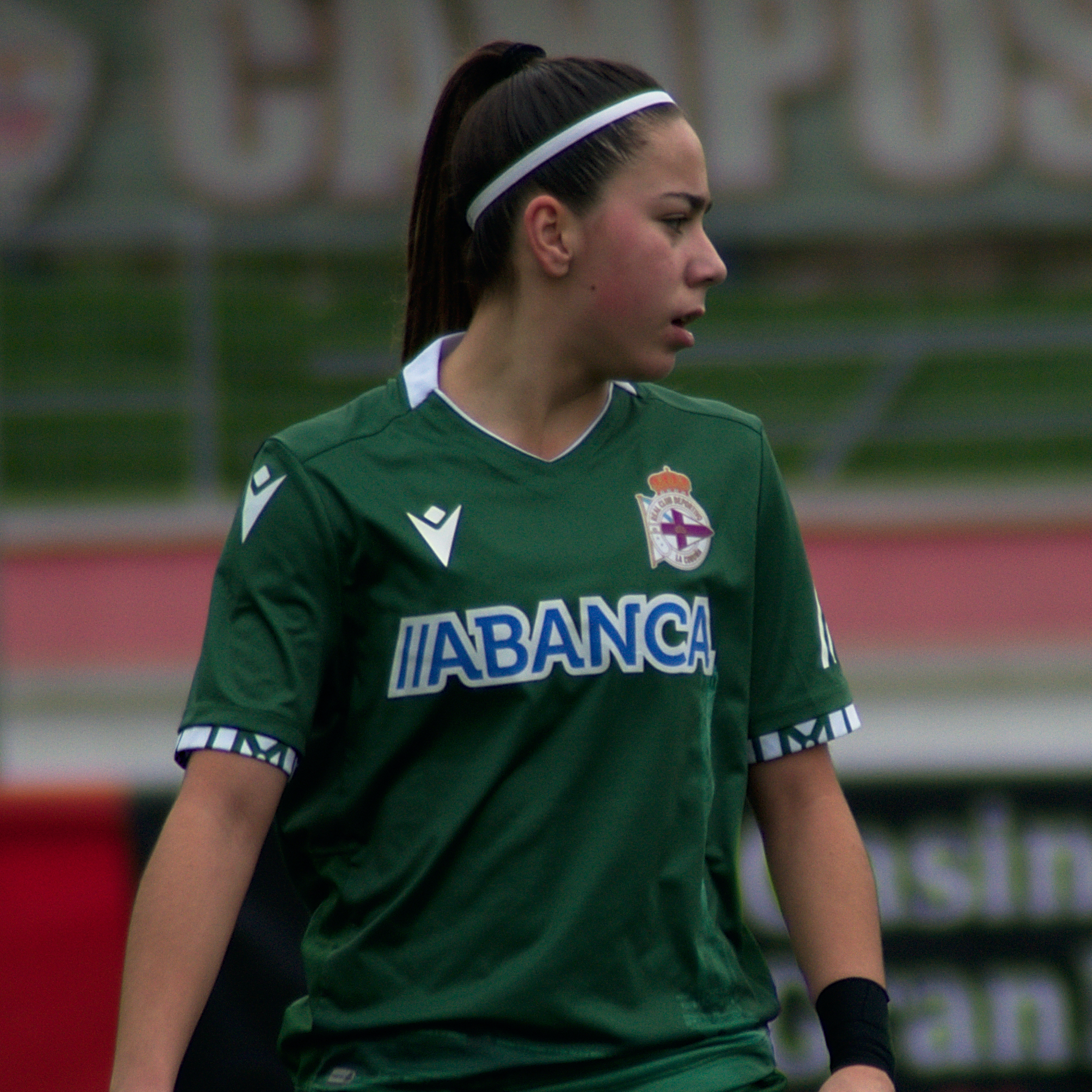
Athenea del Castillo fichó por el Deportivo en 2019.

Para su estreno en Primera División el Deportivo reforzó su portería con jugadoras con experiencia en la máxima categoría, como Esther Sullastres que se recuperaba de una larga lesión, y María Isabel Rodríguez suplente en el Atlético de Madrid que acababa de ganar la liga. También Noelia Villegas provenía de esta categoría y venía a reforzar la defensa. El resto de sus incorporaciones fueron jugadoras jóvenes con proyección. Es el caso María Méndez, campeona del mundo sub-17. El último fichaje del Deportivo fue la delantera Athenea del Castillo, internacional sub-19, tras una dura disputa con el CDE Racing Féminas.
En esta pretemporada 2019-20 el Deportivo programó dos amistosos con equipos de Primera División, para prepararse para un salto de nivel que si otros años había sido considerable, este año se prometía aún mayor tras la intensa campaña de fichajes internacionales realizada por los equipos de primera. En estos partidos las blanquiazules sufrieron contundentes derrotas, 1-5 con el U.D.G. Tenerife y 0-2 con el Madrid C.F.F.. Sin embargo el 8 de septiembre de 2019 as nosas se estrenaron con una victoria contra el R.C.D. Español (3-1), siendo el primer equipo que se estrena con una victoria en la categoría reina desde el Fundación Albacete en la temporada 2014-15. El 4 de noviembre de 2019 contra el Atlético de Madrid rompió su racha de año y medio sin perder un partido oficial, en concreto desde el  9 de septiembre del 2018. Esta racha se prolongaría hasta febrero como local.

## Trayectoria
| Temporada                                                                                                  | Liga        | Liga     | Liga | Liga | Liga | Liga | Liga | Liga | Liga | Copa                 | Regionales   | Regionales      | Entrenador                   | Presidente               |
| Temporada                                                                                                  | Competición | Posición | J    | G    | E    | P    | GF   | GC   | Ptos | Copa                 | Copa Galicia | Copa Diputación | Entrenador                   | Presidente               |
| --- | ----------- | -------- | ---- | ---- | ---- | ---- | ---- | ---- | ---- | -------------------- | ------------ | --------------- | ---------------------------- | ------------------------ |
| 1982-83*                                                                                                   | LG          | 1º       | 10   | 9    | 1    | 0    | 65   | 4    | 19   | 1º                   | -            | Inexistente     | José Mañana                  |                          |
| 1983-84 | LG          | 1º       | 14   | -    | -    | -    | -    | -    | -    | 1º                   | 2º           | Inexistente     | José Mañana                  | Jesús Corzo              |
| 1984-85 | LG          | 1º       | 10   | 10   | 0    | 0    | 82   | 0    | 20   | 1º                   | -            | Inexistente     | Antonio "Quinocho"           | Jesús Corzo              |
| 1985-86 | LG          | 1º       | 9    | 8    | 0    | 1    | -    | -    | 16   | 1/2                  | -            | Inexistente     | Antonio "Quinocho"           | Jesús Corzo              |
| 1986-87 | LG          | 1º       | 8    | -    | -    | -    | -    | -    | -    | 1/2                  | 1º           | Inexistente     | Antonio "Quinocho"           | Andrés G. Yáñez          |
| Durante el periodo comprendido entre 1987 y 2016 no compitió por desaparecer la sección de fútbol femenino |             |          |      |      |      |      |      |      |      |                      |              |                 |                              |                          |
| 2016-17 | 2ªD         | 2º       | 26   | 21   | 2    | 3    | 120  | 19   | 65   | No clasificado       | -            | 1º              | Manu Sánchez                 | Tino Fernández           |
| 2017-18 | 2ªD         | 2º       | 26   | 24   | 1    | 1    | 155  | 11   | 73   | No clasificado       | 1º           | 1º              | Manu Sánchez                 | Tino Fernández           |
| 2018-19 | 2ªD         | 1º       | 26   | 25   | 1    | 0    | 150  | 13   | 76   | No clasificado       | 1º           | 1º              | Manu Sánchez                 | Tino Fernández           |
| 2019-20 | 1ªD         | 4.º      | 21   | 11   | 4    | 6    | 46   | 38   | 37   | 1/4                  | -            | 1º              | Manu Sánchez                 | Paco Zas /Fernando Vidal |
| 2020-21 | 1ªD         | 15.º     | 34   | 8    | 5    | 21   | 39   | 81   | 29   | No clasificado       | -            | -               | Manu Sánchez                 | Fernando Vidal           |
| 2021-22 | 2ªD         | 6.º      | 30   | 15   | 6    | 9    | 49   | 29   | 51   | No clasificado       | -            | -               | Miguel Llorente              | Antonio Couceiro         |
| 2022-23 | 2ªD         | 3.º      | 30   | 15   | 8    | 7    | 52   | 29   | 53   | No clasificado       | -            | -               | Irene Ferreras               | Antonio Couceiro         |
| 2023-24 | 2ªD         | 2.º      | 26   | 16   | 8    | 2    | 43   | 23   | 56   | Primera eliminatoria | -            | -               | Irene Ferreras               | Álvaro García Diéguez    |
| 2024-25 | 1ªD         | 14.º     | 30   | 6    | 9    | 15   | 27   | 48   | 27   | 1/8                  | -            | -               | Irene Ferreras / Fran Alonso | Juan Carlos Escotet      |
| Datos actualizados al último partido jugado el 1 de agosto del 2025.                                       |             |          |      |      |      |      |      |      |      |                      |              |                 |                              |                          |

| 1ªD | Primera División | 2ªD | Segunda División Grupo 1 | LG | Liga Gallega |

Leyenda:  Ascenso.  Descenso
* La temporada 1982-83 es previa a la integración en el R.C. Deportivo

## Estadio
Tanto el primer equipo como el filial juegan sus partidos en la ciudad deportiva de Abegondo. El complejo deportivo de la entidad inaugurado en 2003 y que cuenta con hasta 14 campos de fútbol. El campo principal tiene una capacidad de 1.000 espectadores ampliable en 400 localidades mediante una grada supletoria. En algunas ocasiones emplea el estadio de Riazor.
Para la temporada 2020-21 el R.C. Deportivo anunció que el equipo femenino jugaría en el campo de fútbol de Elviña, donde ya jugó en la década de 1980, lo cual facilitaría la afluencia de público. Para ello se reformaría el recinto deportivo mejorando el terreno de juego y se ampliaría su capacidad de 1.200 a entre 2.000 y 3.000 espectadores. Tras un cambio en la dirección del club estos planes fueron cancelados.
El Deportivo Femenino logró su récord de asistencia el 21 de abril de 2024, cuando 14.057 aficionados acudieron al estadio de Riazor.

## Jugadoras

### Altas y bajas 2022-23
| Altas          |           |                |      |       |
| Jugador        | Posición  | Origen         | Tipo | Cobro |
| Carlota Suárez | Delantera | Real Oviedo    |      | -     |
| Millene Cabral | Delantera | Rayo Vallecano |      | -     |
| Marta Charle   | Delantera | C.D. Parquesol |      | -     |

| Bajas             |                |                       |                 |       |
| Jugador           | Posición       | Destino               | Tipo            | Cobro |
| Alba Merino       | Centrocampista |                       | Fin de contrato | -     |
| Jone Ibáñez       | Centrocampista | S.D. Eibar            | Fin de contrato | -     |
| Andrea Sierra     | Defensa        | S.D. Eibar            | Fin de contrato | -     |
| Alejandra Serrano | Centrocampista |                       | Fin de contrato | -     |
| María Ruiz        | Delantera      |                       | Fin de contrato | -     |
| Goretti Neira     | Defensa        | Viajes Interrías F.F. | Libre           | -     |

## Categorías inferiores

### Real Club Deportivo de La Coruña B
El filial deportivista juega actualmente en la Segunda Federación Femenina, tras conseguir el ascenso a Primera División Nacional en la temporada 2018/2019 (convertida en Tercera Federación Femenina en la temporada 2023/24) y el ascenso a Segunda Federación Femenina en la temportada 2024/25.
En la temporada 2018/19 se proclamó campeón de la  Copa Galicia en la categoría de Primera División Gallega.

### Orzán S.D.
Siendo una entidad independiente el Orzán SD firmó en diciembre de 2019 un acuerdo con el R.C. Deportivo por el cual sus equipos hacen las funciones de filiales del R.C. Deportivo, contando con equipo sub-21 (Orzán que juega en 3a Federación), 2 equipos juveniles (Orzán B que juega en Primera Gallega y Orzán C que juega en Tercera Gallega), cadete, 2 equipos infantiles, 2 equipos alevines y 1 equipo benjamín.

## Palmarés
Al haber ganado tres veces consecutivas la Copa de la Reina el R.C. Deportivo tiene el trofeo en propiedad. En este trofeo figura la inscripción Campeonato de España de Fútbol Femenino, que era el nombre que recibía la competición en sus primeras ediciones oficiales.[cita requerida]

### Títulos nacionales
| Competición                | Títulos           | Subcampeonatos            |
| -------------------------- | ----------------- | ------------------------- |
| Copa Reina Sofía           | 1981*             |                           |
| Copa de la Reina           | 1983*, 1984, 1985 |                           |
| Segunda División de España | 2018-19           | 2016-17, 2017-18, 2023-24 |

### Títulos regionales
| Competición         | Títulos                                      | Subcampeonatos |
| ------------------- | -------------------------------------------- | -------------- |
| Copa Galicia (3)    | 1987, 2018, 2019                             | 1984           |
| Liga Gallega (5)    | 1982-83*, 1983-84, 1984-85, 1985-86, 1986-87 |                |
| Copa Diputación (4) | 2016, 2017, 2018, 2019                       |                |

### Trofeos amistosos
| Competición               | Títulos                            | Subcampeonatos         |
| ------------------------- | ---------------------------------- | ---------------------- |
| Trofeo Teresa Herrera (4) | 2016, 2020, 2022, 2023, 2024, 2025 | 2017, 2018, 2019, 2021 |

* Títulos previos a la integración en el R.C. Deportivo

## Indumentaria
Desde la década de 1980 el Deportivo Femenino porta los mismos colores que el equipo masculino, tanto en el uniforme titular como en los alternativos. Los patrocinadores por otra parte han sido diferentes en algunos casos. En la década de 1980 no contó con patrocinador principal, al igual que el masculino. La temporada 2016-17 la inició sin patrocinador pero en diciembre Abanca se incorpó a la camiseta.
- Uniforme titular: Camiseta de rayas azules y blancas, pantalón azul, medias azules.
- Tercer uniforme: Camiseta blanca con banda azul, pantalón blanco, medias blancas.

| 1980s | 2016-17 | 2018-19 | 2019-20 | 2020-21 |

## Datos del club
- Temporadas en Primera División: 3.
- Temporadas en Segunda División: 6.
- Mejor puesto en la liga: 1.º (2018/2019).
- Peor puesto en la liga: 2.º (2016/2017, 2017/2018).
- Mayor goleada conseguida: 16-0.[88]
- Mayor goleada recibida: 0-2.[89]
- Más partidos disputados: Cris Martínez (200)*[90]
- Más minutos disputados: Teresa Abelleira (6.916)**
- Máxima goleadora: Ainize "Peke" Barea (79)**
- Portera menos goleada: María Miralles (0,41)**

*Datos actualizados a marzo de 2024.

**Datos actualizados a 1 de julio de 2022.